# Qala FK
Qala FK (ázerbájdžánsky: Qala Futbol Klubu) byl ázerbájdžánský fotbalový klub sídlící v hlavním městě Baku. Klub byl založen v roce 2012, zanikl v roce 2013 kvůli své finanční situaci.
Své domácí zápasy odehrával na stadionu Zirə Olimpiya Kompleksinin Stadionunda s kapacitou 1 500 diváků.

## Umístění v jednotlivých sezonách
Zdroj: 
Legenda: Z - zápasy, V - výhry, R - remízy, P - porážky, VG - vstřelené góly, OG - obdržené góly, +/- - rozdíl skóre, B - body, červené podbarvení - sestup, zelené podbarvení - postup, fialové podbarvení - reorganizace, změna skupiny či soutěže
| Ázerbájdžán (2012 – 2013) |                   |        |    |   |   |    |    |    |     |    |        |
| Sezóny                    | Liga              | Úroveň | Z  | V | R | P  | VG | OG | +/- | B  | Pozice |
| 2012/13                   | Birinci Divizionu | 2      | 24 | 5 | 3 | 16 | 21 | 49 | -28 | 18 | 11.    |